# Culture dans le département des Ardennes
Pays agricole au sud, industriel et forestier dans la partie septentrionale, les Ardennes ont une tradition littéraire qui s'est greffée sur une tradition populaire, imprégnée de légendes et de mélanges de dialectes. S'y ajoutent de vieilles pierres, des paysages variés, un patrimoine gastronomique spécifique, et, plus récemment, une tradition sportive.

## Spectacle vivant
Les principales manifestations culturelles et festivals cités pour le département des Ardennes  sont généralement :
- le festival mondial des théâtres de marionnettes à Charleville-Mézières, fondé en 1961,
- des festivals musicaux, notamment Le Cabaret Vert, créé en 2005 à Charleville-Mézières, l'Aymon Folk Festival créé en 1998 à Bogny-sur-Meuse, et, plus discrets, les Rencontres de Louvergny créé en 1994, ou le festival de musique Guitare et Patrimoine  créé également en 1994 à Sedan,
- la biennale de la photographie Urbi-Orbi créée en 2001 à Sedan, dont Jacqueline Salmon est l'une des commissaires,
- le festival médiéval de Sedan créé en 1996, et le spectacle Son et Lumières de La Cassine, deux manifestations autour de lieux historiques, le spectacle de La Cassine ayant tenté de s'élargir en un festival[1],
- le Printemps des Légendes créé en 2009 à Bogny-sur-Meuse,
- des fêtes plus traditionnelles telles que la Sainte-Anne de Rethel, le carnaval de Charleville, etc.

Cette liste n'est pas exhaustive. Longtemps assez pauvre en festivals à l'exception du festival des théâtres de marionnettes, ce territoire a bénéficié dans les années 1990 et 2000 d'un renouveau en la matière, qui était le fait soit d'initiatives privées soit celui de collectivités locales soucieuses d'encourager le tourisme et de renforcer leur attractivité. Ces manifestations subissent actuellement une raréfaction des subventions dû au contexte économique, mettant en péril celles qui n'ont pas trouver encore leur équilibre financier.
Bien entendu, les villes du département inscrivent également des animations dans les journées nationales telles que les journées du Patrimoine, la Fête de la musique ou la Nuit blanche.

## Littérature

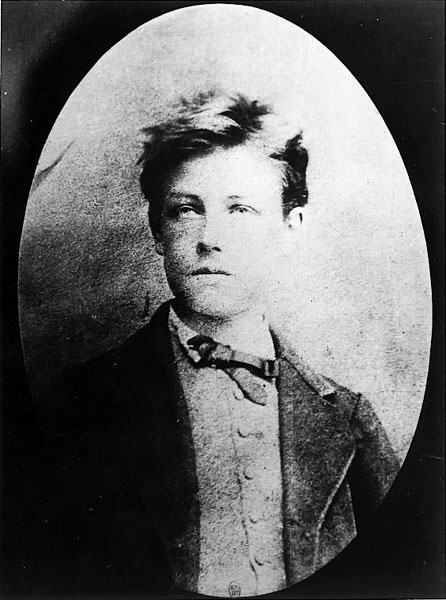
Le poète Arthur Rimbaud

Le territoire des Ardennes a une tradition littéraire ancienne, avec des auteurs dont la notoriété a dépassé les limites du territoire, tels Guillaume de Machault, au XIVe siècle ou Jean Mabillon au XVIIe siècle.
Au XIXe siècle, d'autres auteurs, ardennais de souche ou résidents de passage, ont su « donner à ce pays  un visage et une voix dont la géologie, l'économie, l'histoire même [...] ne peuvent rendre compte», selon l'expression de Guy Goffette. Ce sont notamment Arthur Rimbaud bien entendu, et ses amis Paul Verlaine et Jules Mary. Mais encore Jules Michelet dont la famille habitait Renwez. Et au XXe siècle, André Dhôtel, René Daumal, Marcelle Sauvageot, et dans les contemporains Frédérick Tristan, Yanny Hureaux, André Velter, ou Franz Bartelt.

## Culture populaire

### Langues régionales

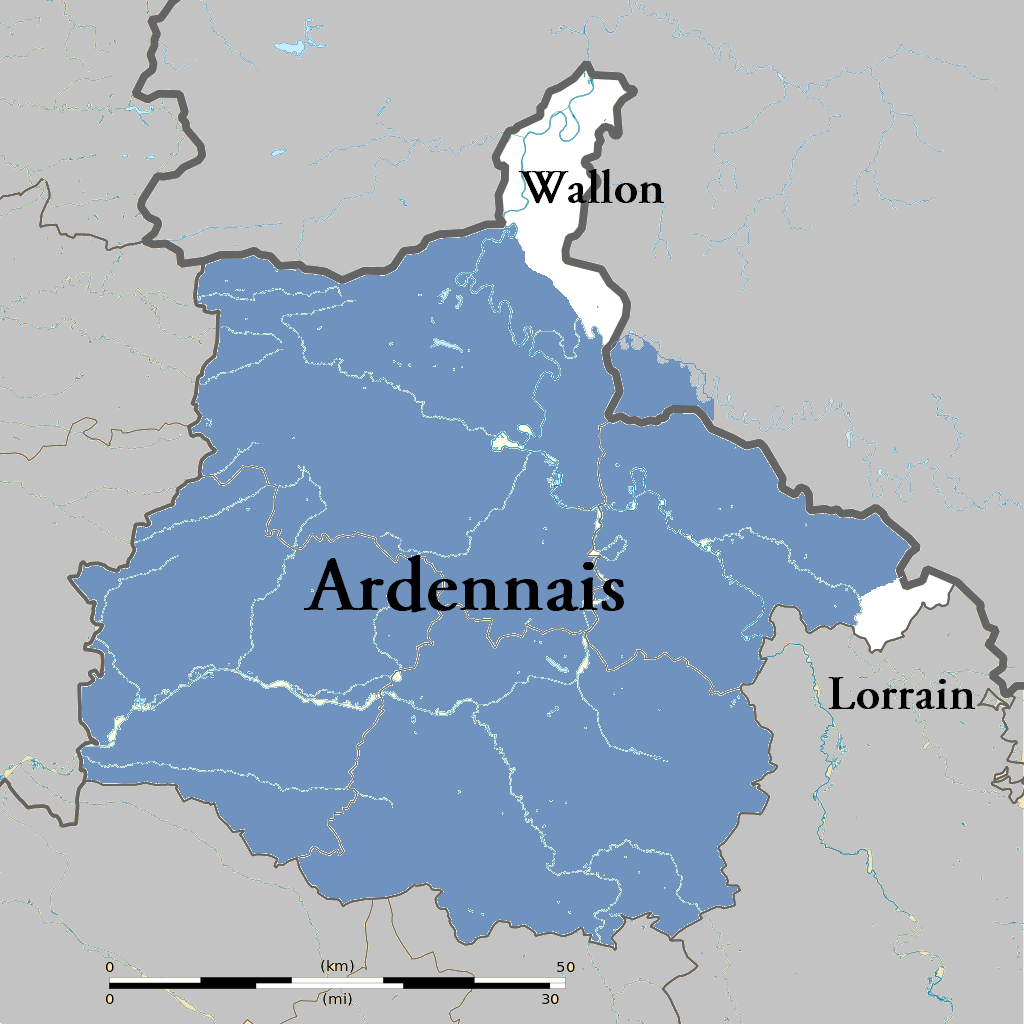
Aire linguistique de l'ardennais.

L'ardennais souvent appelé « patois ardennais » appelé est un dialecte d'oïl traditionnellement parlé dans le département des Ardennes et dans une petite partie de la province de Namur, en Belgique. Il est le dialecte le plus au nord de la langue champenoise. À cause de cette situation géographique, il reçoit de nombreuses influences d'autres langues (francique, lorrain, wallon) et fait notamment transition avec la langue wallonne parlée plus au nord.
La langue wallonne est, en effet, aussi parlée dans le nord des Ardennes dans la botte de Givet. Tout au nord-est du département, le lorrain est aussi parlé à l'Est de Carignan.

### Contes et légendes
Les contes et légendes y sont nombreux. La plus connue des légendes ardennaises est celle des quatre fils Aymon, légende du Moyen Âge relatant l'épopée de quatre jeunes chevaliers,fils du sieur Aymon de Château-Regnault qui étaient à la cour de Charlemagne, l'empereur à la barbe fleurie ,et qui se disputèrent avec son neveu en jouant aux cartes et l'occirent aussitôt, et s'enfuirent chez leur père. Maugis, leur cousin enchanteur, donna aux quatre héros un cheval magique nommé Bayart. Ce dernier capable de sauter de sommets en sommets, laissa, dit-on, son empreinte dans la pierre en sautant par-dessus la Meuse,lorsque ses sabots touchaient le sol dans un lieu qui s'appelle "le pas Bayart". La légende rapporte que les quatre frères auraient été changés en pierre : on voit à Bogny-sur-Meuse quatre rochers sur une crête au pied de l'emplacement du château-Regnault,qui sont censés témoigner de cette métamorphose.
On peut mentionner d'autres légendes : la légende du Château du diable (voir site de Roc-la-Tour à Monthermé), la légende des Dames de Meuse, des Dames de Semoy, etc.
L'emblème des Ardennes est le sanglier.
L'autre animal symbole de la région est le cheval ardennais, cheval de trait particulièrement solide. Il est actuellement redécouvert car il permet de respecter l'environnement lorsqu'il est utilisé, en forêt par exemple.

### Gastronomie
Les principales spécialités du département sont : 
- le boudin blanc de Rethel[6],
- le jambon sec des Ardennes[7],[8],
- la dinde rouge des Ardennes[9],
- la cacasse à cul nu[10],
- la salade au lard ardennaise[11],
- le fromage de Rocroi[12],
- la galette au suc[13],
- la bière de Sedan[14],

...

## Sport
Le CSSA Sedan demeure le club sportif le plus connu du département avec deux victoires en coupe de France de football (1956 et 1961) ainsi que sa participation à trois autres finales (1965, 1999 et 2005).

La course Sedan-Charleville relie les deux villes au mois d'octobre.

#### Linguistique
- Jean-Pierre Chambon, « Régionalismes rimbaldiens ? », Parade sauvage, Paris, Éditions Classiques Garnier, vol. 5,‎ 1988, p. 20-27 (lire en ligne).

#### Littérature
- Marie Noëlle Craissati (dir.) (préf. Guy Goffette), Sur les pas des écrivains : Balade dans les Ardennes, éditions Alexandrines, 2004, 260 p. (ISBN 2-912319-31-5).

#### Fêtes et festivals
- Manissa Terrien, « La Cassine : pas de festival en 2013 », L'Union,‎ 7 janvier 2013 (lire en ligne).
- Rédaction Guide du Routard, Champagne-Ardenne 2012/2013, Paris, Éditions Hachette, coll. « Guide du routard », 2012, 379 p. (ISBN 978-2-01-245338-8), p. 37-38.
- Rédaction Le Petit Futé, Champagne-Ardenne 2012, Nouvelles éditions de l'université, coll. « Petit Futé », 2012, 504 p. (ISBN 978-2-7469-5239-3 et 2-7469-5239-4, lire en ligne), p. 65-88.
- « Les festivals de l'été. Supplément gratuit. », Libération,‎ 7 juin 2013.
- Laëtitia Cochet, « Un partenariat privé/public pour sauver et valoriser le château de Sedan », dans Culture et attractivité du territoire, nouveaux enjeux, nouvelles perspectives, Editions L'Harmattan, 2010, p. 221-228.
- Luc Benito, Les festivals en France, marchés, enjeux et alchimie, Paris/Budapest/Torino, Éditions L'Harmattan, 2003, 196 p. (ISBN 2-7475-1156-1, lire en ligne).
- Joel Pailhé, « Les festivals musicaux dans l'espace aquitain », dans Géographie culturelle, Sud-Ouest européen, 2000 (lire en ligne).

#### Contes et légendes
- Albert Moxhet, Ardenne et Bretagne, les sœurs lointaines, Éditions Musée en Piconrue, 2013.
- Jean-Pierre Lambot, L'Ardenne, Liège/Bruxelles, Mardaga (éditions), 1987, 175 p. (ISBN 2-87009-316-0, lire en ligne).
- Albert Meyrac (préf. Paul Sébillot), Traditions, coutumes, légendes et contes des Ardennes, comparés avec les traditions, légendes et contes de divers pays, Imprimerie du Petit Ardennais, 1890.

#### Gastronomie
- Françoise Branget, La cuisine de la République : cuisinez avec vos députés !, Paris, Le Cherche midi, 2011, 290 p. (ISBN 978-2-7491-1613-6).
- Catherine Coutant et François Schmidt, Atlas du patrimoine gastronomique de Champagne-Ardenne, Éditions de l'Effervescence, 2010, 190 p. (ISBN 978-2-9525386-5-7).
- Conseil national des arts culinaires, L'inventaire du patrimoine culinaire de la France : Champagne-Ardenne : Produits du terroir et recettes traditionnelles, Paris, Éditions Albin Michel, 2000, 255 p. (ISBN 2-226-11516-1), « Boudin blanc de Rethel ».
- Gilles Pudlowski (photogr. Maurice Rougemont), Les Trésors gourmands de la France, Éditions de la Renaissance du Livre, 1997, 218 p. (ISBN 2-8046-0362-8, lire en ligne), p. 107-108.
- Philippe Voluer, La bière en Champagne et en Ardennes, Éditions Terres Ardennaises, 1997, 239 p..
- Curnonsky et Austin de Croze, Le trésor gastronomique de France : répertoire complet des spécialités gourmandes des trente-deux provinces françaises, Éditions Delagrave, 1933, 383 p..
- Alain Bourguignon, « Carte gastronomique de la France », L'Illustration, no 4570,‎ 4 octobre 1930, p. 17 (lire en ligne).